# Societat Espanyola de Construcció Naval
La Societat Espanyola de Construcció Naval (SECN), o simplement "La Naval", va ser l'empresa que va monopolitzar la construcció naval a Espanya des de 1909 fins a la Guerra Civil espanyola. El seu primer president, Tomás de Zubiría i Ybarra (Conde de Zubiría), es va mantenir en el càrrec durant 30 anys. La SECN era propietat majoritària d'empreses britàniques: John Brown i Vickers-Armstrong i, per tant, tots els seus vaixells seguien el disseny d'altres navilis de la Royal Navy. Resulta interessant saber que durant la Guerra Civil, molts consellers britànics van seguir treballant en les drassanes espanyoles en tots dos bàndols.

## Història
Els desastres de la Guerra Hispano-nord-americana, van sumir a la Marina espanyola en un llarg període d'incertesa i desmoralització. L'any 1907, amb l'arribada al poder del govern conservador presidit per Antonio Maura i el nomenament del capità de navili José Ferrándiz i Niño com a ministre de Marina, va poder elaborar-se una llei de reforma naval amb un pressupost general de 200 milions de pessetes (1,2M€). Després d'una entusiasta defensa de Maura a la Càmera, el projecte va ser aprovat el 7 de gener de 1908 gairebé per unanimitat.
La nova llei preveia la construcció de tres cuirassats del tipus Dreadnought, tres destructors i altres embarcacions menors i es va convocar un concurs al que es van presentar quatre grups empresarials i que va acabar sent adjudicat a la SECN (Societat Espanyola de Construcció Naval). Aquesta societat, amb la seu central al núm. 27 del carrer Sagasta de Madrid, estava integrada per diversos empresaris espanyols liderats pel marquès de Comillas i Tomás de Zubiría Ybarra (comte de Zubiría), qui durant trenta anys presidirà la companyia, associats amb diverses empreses britàniques (Vickers, Armstrong i John Brown & Co.) que aportaven, a més de capital, tecnologia i assessorament tècnic i organizatcional.
Com una part de l'adjudicació, l'Estat espanyol va cedir a la SECN la gestió de les zones industrials dels arsenals de Ferrol, La Carraca (Cadis) i Cartagena, comprometent-se l'empresa a nacionalitzar tot el que fos possible la construcció dels vaixells. La SECN podia construir vaixells per a altres Marines o a particulars, però donant sempre prioritat a les comandes de l'Armada espanyola.
La nova administració de les drassanes i arsenals va suposar la implantació de nous hàbits de treball. L'increment de productivitat es va aconseguir mitjançant noves pràctiques de control (la substitució de la revista diària per l'obligació de fitxar), millores en la qualificació dels operaris i l'increment del ritme de treball lligat a la mecanització. Es va implantar inicialment la setmana de 54 hores, que l'any 1936 s'havien reduït a 44. L'arribada de tècnics i operaris anglesos va introduir també nous hàbits en la societat civil, des de la sindicació a les pràctiques d'oci.
Ja el 1912 va aconseguir la Societat botar a l'aigua el cuirassat Alfonso XIII, i el 1920 els arsenals s'havien transformat i equipat completament, amb capacitat de realitzar-hi treballs comparables amb els de qualsevol drassana europea.
El juliol de 1922 se li va confiar la construcció dels creuers classe Cervera, els destructors classe Churruca i els submarins Classe B. Per a l'execució d'aquest vast programa va haver-hi necessitat de crear dues noves factories de la SECN: la gran factoria siderúrgica que es va construir a Reinosa i els Tallers d'Artilleria de Sant Carlos, a la Carraca.
L'empresa es va introduir també en el sector de construcció de navilis mercants. El 1914 va comprar la factoria de Matagorda (Puerto Real) a la Companyia Transatlàntica Espanyola i, per atendre a la forta demanda causada per la Primera Guerra Mundial, va aixecar una nova drassana situada en terrenys del municipi biscaí de Sestao. Als anys vint, la SECN va comprar Astilleros del Nervión, i així es va convertir, amb diferència, en la major empresa de construcció naval civil d'Espanya.
Durant la Dictadura de Primo de Rivera es va determinar, per decret-llei de data 9 de juliol de 1926, la construcció de tres creuers pesats respectant les especificacions del Tractat Naval de Washington, tres destructors més de la classe Churruca, dotze submarins Classe C i dos vaixells petroliers. Finalment, dels tres creuers pesats solament es construiran dos, el Canàries i el Balears, mentre que els submarins "C" van quedar reduïts a sis unitats i es va suspendre la construcció dels petroliers. En canvi, si van ser botats els tres destructors Churruca, als quals es van afegir set més per una llei del 31 de juny de 1929, l'armament del qual es completaria en 1936 en plena Guerra Civil Espanyola.
La crisi naviliera de 1925-1929 va incidir en la producció de les drassanes, que no es van recuperar fins a 1931. La Segona República (1931-1939) es va limitar a continuar la realització dels programes aprovats durant el govern de Primo de Rivera, i a crear la Sotssecretaria de la Marina Mercant, Navegació i Indústries Marítimes (20 de maig de 1931).
Durant la Guerra Civil (1936-1939), es va produir una aturada en l'activitat de la Societat Espanyola de Construcció Naval i, després de la finalització del conflicte, l'empresa perd el control de les drassanes militars de Ferrol i Cartagena -que van tornar a ser controlades per l'Estat-, centrant-se exclusivament en la construcció de navilis civils a Cadis i Sestao.
A 1969, en el marc d'una reorganització del sector de la construcció naval civil espanyola, es produeix la fusió de l'empresa pública Astilleros de Cadiz (Ascasa), amb les privades SECN i Astilleros Euskalduna de Bilbao. "La Naval" va aportar un 31,8% a la nova societat que es va denominar Astilleros Espanyoles (AESA), integrada dins de l'INI, i que es va convertir en una de les primeres empreses del seu ram a nivell mundial amb dues drassanes a Cadis, una a Sevilla, dues a Bilbao i tres menors a Santander, Gijón i també a Bilbao.
AESA es fusionà l'any 2000 amb l' Empresa Nacional de Construcciones Navales Militares Bazán i l’any següent creà l’empresa de construcció naval civil i militar Izar, amb vuit drassanes i tres fàbriques a tot l’Estat espanyol.

## Drassanes de la SECN
- Ferrol
- Cadis
- Cartagena
- Bilbao
- Sestao
- Gijón

## Vaixells de guerra construïts a la SECN
- Classe Canàries
- Classe Churruca
- Classe T-1
- Classe Alsedo
- Classe Bustamante
- Classe Espanya
- Creuers classe Cervera
- Classe Blas de Lezo
- Creuer protegit Reina Regenti
- Classe B (Submarí)
- Classe C (Submarí)
- Classe D (Submarí)
- Classe Cánovas del Castillo
- Reina Victoria Eugenia
- Classe Recalde
- Classe Guanajuato (per a Mèxic)
- Classe Liniers
- Capità Miranda (ROU 20) (per a Uruguai)